# Croque

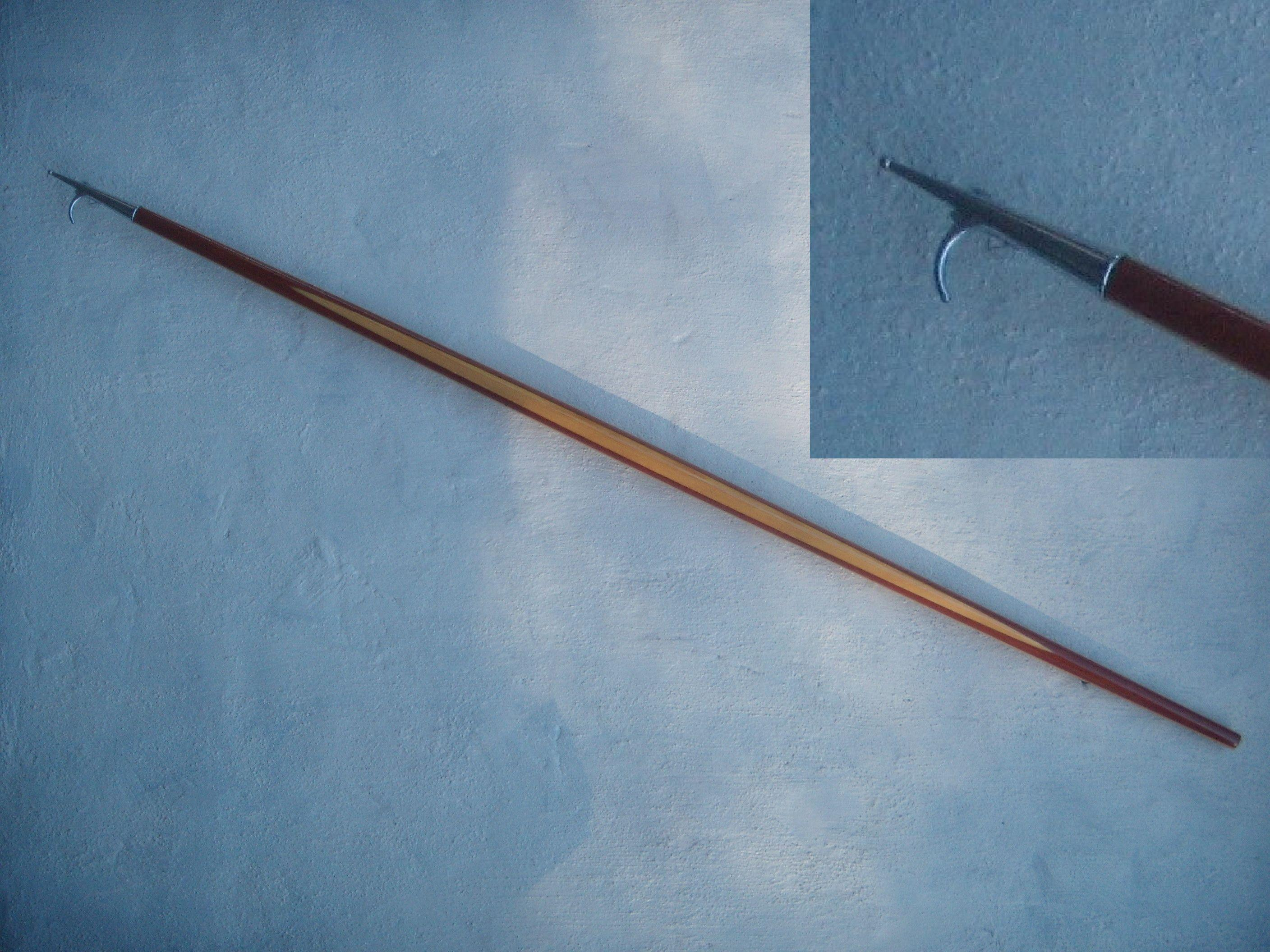

Croque, em náutica, é uma vara com um gancho na extremidade que permite puxar cabos ou qualquer outros objectos para bordo. Também é utilizado para empurrar a embarcação do cais onde se encontrava amarrado.